# Parc national de Dovrefjell-Sunndalsfjella
Le parc national de Dovrefjell-Sunndalsfjella est un parc national créé en 2002 (en remplacement du parc de Dovrefjell datant de 1974) sur la frontière des comtés d'Innlandet et Trøndelag en Norvège. Il est étendu à 1 830 km2 en 2018.
Le parc est proche du parc national de Dovre et s'étend sur une large part du massif du Dovrefjell. Avec le parc national, huit aires protégées du paysage et deux aires protégées de biotopes ont été établies à côté du parc en 2002, totalisant une aire protégée totale de 4 366 kilomètres carrés.

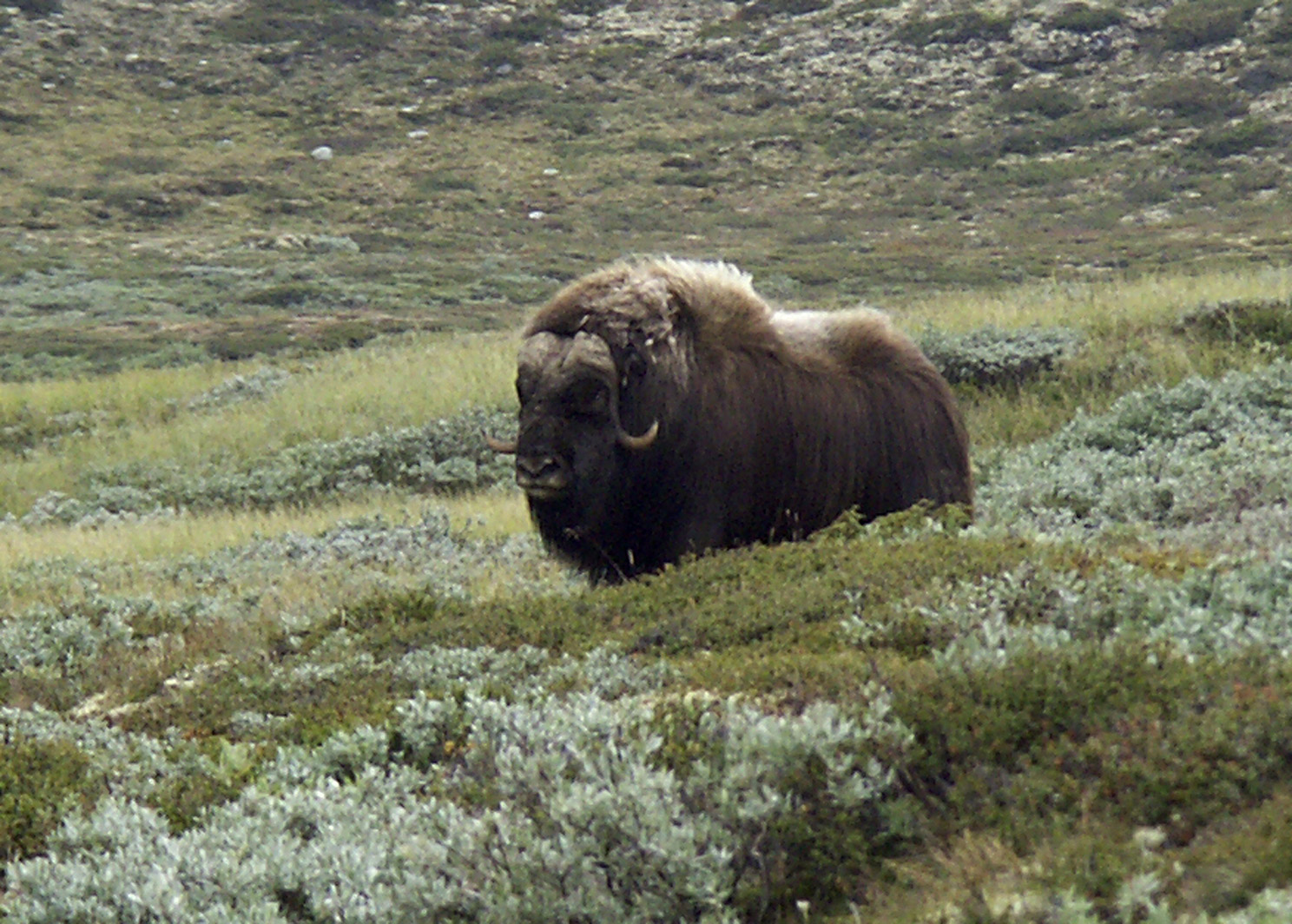
Bœuf musqué dans le parc national de Dovrefjell-Sunndalsfjella.

## Géographie
Le parc compte des milieux qui vont des zones humides et des tourbières luxuriantes aux collines dénudées, ainsi que de vastes plaines de toundra et des forêts de bouleaux. Le point culminant du parc est le mont Snohetta avec 2286 mètres. Une attraction naturelle est la cascade d'Åmotan de 156 m de haut.

## Faune
Le parc est remarquable pour sa population de bœufs musqués, qui ont été réintroduits il y a quelques décennies. Stars du parc, le dernier recensement en dénombre 108. D'autres espèces typiquement septentrionales habitent le parc, comme le renne (au moins 4500), le glouton, le renard arctique ou encore l'aigle royal et le faucon gerfaut. Le renard arctique, commun il y a cent ans, a décliné progressivement à partir d’environ 1900 et s’est éteint dans la région vers 1990. Un programme de réintroduction à partir de 2010 a jusqu’à présent été couronné de succès.